# Lo Zoo di 105 Compilation Vol. 2
Lo Zoo di 105 Compilation Vol. 2 è la seconda compilation dell'omonimo programma radiofonico, pubblicata il 19 giugno 2009.

## CD1
1. Bloom 06 - Welcome To The Zoo (Remix 2009) - 4:29
2. Javi Mula - Come On - 4:37
3. No M3rcy feat. Spoonface - Wunna Be (Christian Marchi Flow Remix) - 4:10
4. Molella - Atmosphere (Today Mix) - 3:19
5. Dirty South feat. Rudy - We Are - 4:28
6. Wender vs. Gino lo spazzino - Tutto rego me ne frego - 4:50
7. Fedde Le Grand feat. Mitch Crown - Scared Of Me - 3:35
8. Pics - Open Up (Summer Extended) - 4:12
9. Alex Gaudino & Steve Edwards - Take Me Down (To The Water) (Alex Gaudino & Jason Rooney Remix) - 3:58
10. Lady Gaga - Poker Face (Glam As You Club Mix) - 4:40
11. Laurent Wolf feat. Eric Carter - Explosion - 3:43
12. S.A.D. - Heroes (Medley We Don't Need Another Hero) (Mat's Club Mix) - 5:00
13. Stereo Palma - Miami Bitch (Nicola Fasano & Steve Forest Remix) - 4:09
14. DJ Tatana - Somebody - 4:56
15. I Nuovi Galli - Troppo giusto!!! (Grangallo Version) - 9:20

## CD2
1. Flo Rida feat. Kesha - Right Round - 3:44
2. Pitbull - I Know You Want Me (Calle Ocho) - 2:54
3. Dennis Christopher - Set It Off - 4:26
4. Dada, Obernik, Harris - Stereo Flo (Radio Edit Extended Mix)	- 3:04
5. Bob Sinclar feat. Master Gee and Wonder Mike from the original Sugarhill Gang - LaLa Song - 4:30
6. Axwell/Ingrosso/Angello/Laidback Luke feat. Deborah Cox - Leave The World Behind - 3:29
7. Remady P&R - No Superstar - 3:20
8. Kraak & Smaak feat. Ben Westbeech - Squeeze Me (Fedde Le Grand Remix) - 5:01
9. Shaggy feat. Gary Nesta Pine - Fly High - 3:52
10. Gary Go - Wonderful (Mobbing Remix) - 5:09
11. Useless Wooden Toys - Teen Drive In (Spiller Remix) - 3:45
12. Moko & DJ Brizi - Sunrise - 3:45
13. Bimbo Jones - And I Try - 4:06
14. Mastiksoul - Run For Cover - 5:40
15. Sopreman feat. Kimo (Numeri 2) - Muovi il collo - 3:44